# Åke Ulfsparre
Åke Hansson Ulfsparre af Broxvik, född 13 april 1597 på Broxvik nära Gränna, död 27 juli 1657, var en svensk friherre, militär och riksråd. Han var friherre till Broxvik, herre till Jonsberg, Elfgärde och Svanå.

## Biografi
Ulfsparre ägnade sig tidigt åt den militära banan och steg i graderna under polska, preussiska och tyska krigen. 1629 blev han överstelöjtnant vid Östgöta infanteriregemente och 1630 överste över Hälsinglands och Ångermanlands knektar. I början av 1634 begärde Axel Oxenstierna av rådet att dåvarande översten Axel Lillie måste sändas ut till Tyskland, men rådet medgav detta endast under villkor att Ulfsparre i stället blev hemsänd från kriget där. Därefter tjänstgjorde Ulfsparre vid flottan och befordrades 1640 till amiral, i samband med att regeringen beslöt att "fördela riksens skepps arméer i tre åtskilliga flottar och hvar amiral sin särskilda flotta tillförordna". 1642 blev han förordnad att biträda riksamiralen Carl Carlsson Gyllenhielm som på grund av sin ålder och sjuklighet inte kunde föra befäl över den ena flottan. 1642 sändes han med fem skepp till Portugal med uppdrag att bland annat tillföra den nye konungen Johan IV där 1000 harnesk och 1000 musköter samt att till honom ayttra ett eller två av skeppen med allt tillbehör. Han förde 1644, i riksamiralens frånvaro och närmast under Klas Fleming, befälet över stora flottan under Torstensonska kriget. Han manövrerade dock sin avdelning så, att den inte kom med i sjöslaget vid Kolberger Heide 1 juli 1644. Detta kan ha varit orsaken till att han inte befordrades vidare vid flottan.
År 1645 utnämndes han istället till landshövding i Kronobergs län. När Gotland genom freden i Brömsebro tillföll Sverige, blev Ulfsparre dess förste svenske landshövding 1645–1648.
I juni 1648 utnämndes han till riksråd av drottning Kristina och i februari 1653 till friherre. Då skulle han skriva sig friherre till Broxvik, men sålde denna sin fädernegård till Per Brahe. Åke Ulfsparre tog då sitt stamgods i Häradshammars socken inom Östergötland och upprättade där ett nytt Broxvik. I Karl X Gustavs krig tog han ingen del, men var i sin egenskap av amiralitetsråd den egentlige ledaren inom amiralitetskollegiumet, då riksamiralen Gabriel Bengtsson Oxenstierna inte var särskilt bekant med sjöväsendet. Ulfsparre dog på sin egendom Jonsberg i Östergötland, vid något över 60 års ålder, i juli 1657, samt hade med sin hustru Margaretha Kyle sex söner och två döttrar, som överlevde honom. Han är begravd tillsammans med sin hustru i Riddarholmskyrkan. I Uppsala domkyrka finns ett epitafium över honom placerat i bönens kapell.

### Familj
Åke Ulfsparre var son till Johan (Hans) Eriksson Ulfsparre till Broxvik och Jonsberg som hade anfört en avdelning av hertig Karls (senare Karl IX) armé i slaget vid Stångebro 1598 och fått en plats i rådet 1605. Fadern stod i hög gunst hos Karl IX, som gett honom flera förläningar, och han blev en av Sveriges rikaste män.
Åke Ulfsparre gifte sig 1631 med Margareta Kyle (död före 1658), dotter av Claes Hansson Kyle och Hillevi Posse. De fick tillsammans barnen Hans Ulfsparre, generalmajoren Ulfsparre (1632–1688), kammarherren Claes Ulfsparre af Broxvik (1634–1683), majoren Erik Ulfsparre af Broxvik, landshövdingen Åke Ulfsparre (död 1701) i Kronobergs län, Elin Ulfsparre (1641–1689) som var gift med löjtnanten Samuel Enander och generalmajoren Gustaf Ulfsparre af Broxvik, översten Gustaf Ulfsparre af Broxvik i Frankrike, studenten Jakob Ulfsparre af Broxvik (1643–1659) vid Uppsala universitet och Hillevi Ulfsparre af Broxvik som var gift med Nils Ribbing.